# Freedom Hall
Freedom Hall es un pabellón multiusos situado en Louisville, Kentucky, en los terrenos de la Kentucky Exposition Center, propiedad de la Commonwealth de Kentucky. Es conocida sobre todo por su uso como cancha de baloncesto, sirviendo de sede del equipo masculino de la Universidad de Louisville entre 1956 y 2010, los Kentucky Colonels de la American Basketball Association desde 1970 hasta la desaparición de la liga en 1976, y el equipo femenino de Louisville Cardinals desde su creación en 1975 hasta 2010.

## Historia
El Freedom Hall se inauguró en 1956, con motivo de la apertura ese año del Kentucky Fair and Exposition Center, situado a 8 km del centro de la ciudad de Louisville. Recibió su nombre a través de un concurso patrocinado por la Junta de la Feria Estatal y la Legión Estadounidense. Resultó ganador la opción de Charlotte Owens, una alumna de instituto de último año, que se impuso a otras 6500 opciones.
Está diseñado para albergar la principal competición ecuestre del país, el Kentucky State Fair World's Championship Horse Show, por lo que la longitud del terreno de juego es de casi 91 metros, muy largo si se compara con la pista de hockey sobre hielo (61 m.) o la de baloncesto (28 m.).

### Kentucky Colonels (ABA)
Los Kentucky Colonels  de la ABA disputaron sus partidos como local a lo largo de toda su corta historia en el Freedom Hall, logrando el campeonato en la temporada 1974-75, y alcanzando las finales en otras dos ocasiones.

## Eventos
En el ámbito del boxeo, el Freedom Hall es conocido por ser el lugar donde debutó como profesional Muhammad Ali, entonces Cassius Clay, con 18 años ante Tunney Hunsaker el 29 de octubre de 1960, y también donde casi 56 años después, en junio de 2016 se celebró su funeral.
En el ámbito del baloncesto, ha sido la sede en seis ocasiones de la Final Four de la NCAA, y fue en 1972 el escenario donde se disputó el All-Star Game de la ABA.
A lo largo de su historia ha albergado también innumerables conciertos de los grupos más importantes de la música actual. El grupo que más veces ha actuado en el recinto son los ZZ Top, que lo han hecho en 10 ocasiones, seguido por Kiss con 9 y Aerosmith con 8, pero también han actuado bandas como The Rolling Stones o The Who o solistas como Bruce Springsteen o Bob Dylan.

## Galería

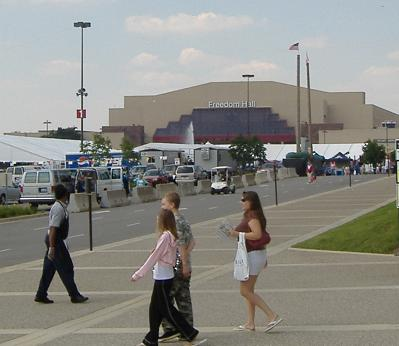
Freedom Hall a distancia
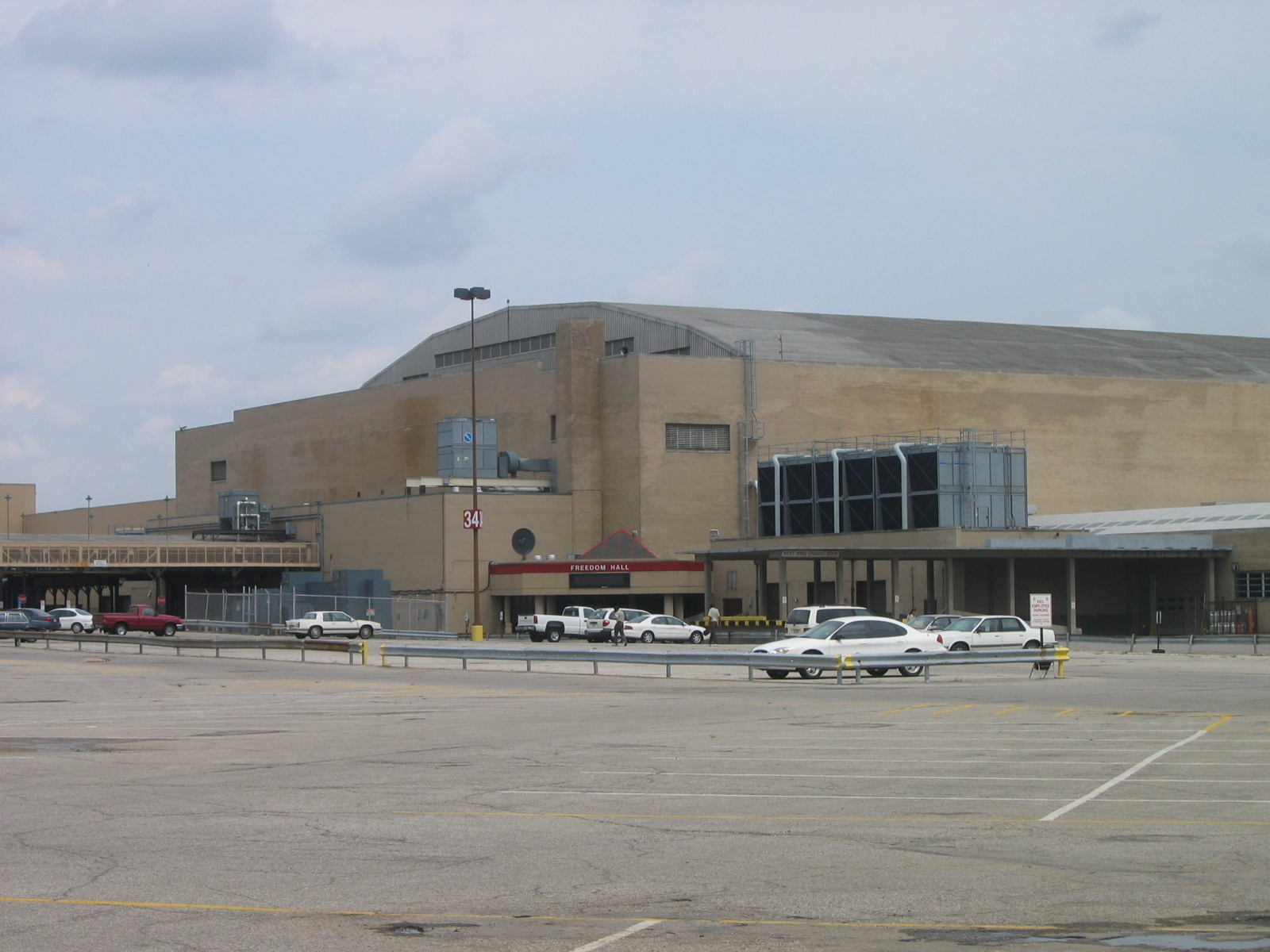
Exterior en 2008
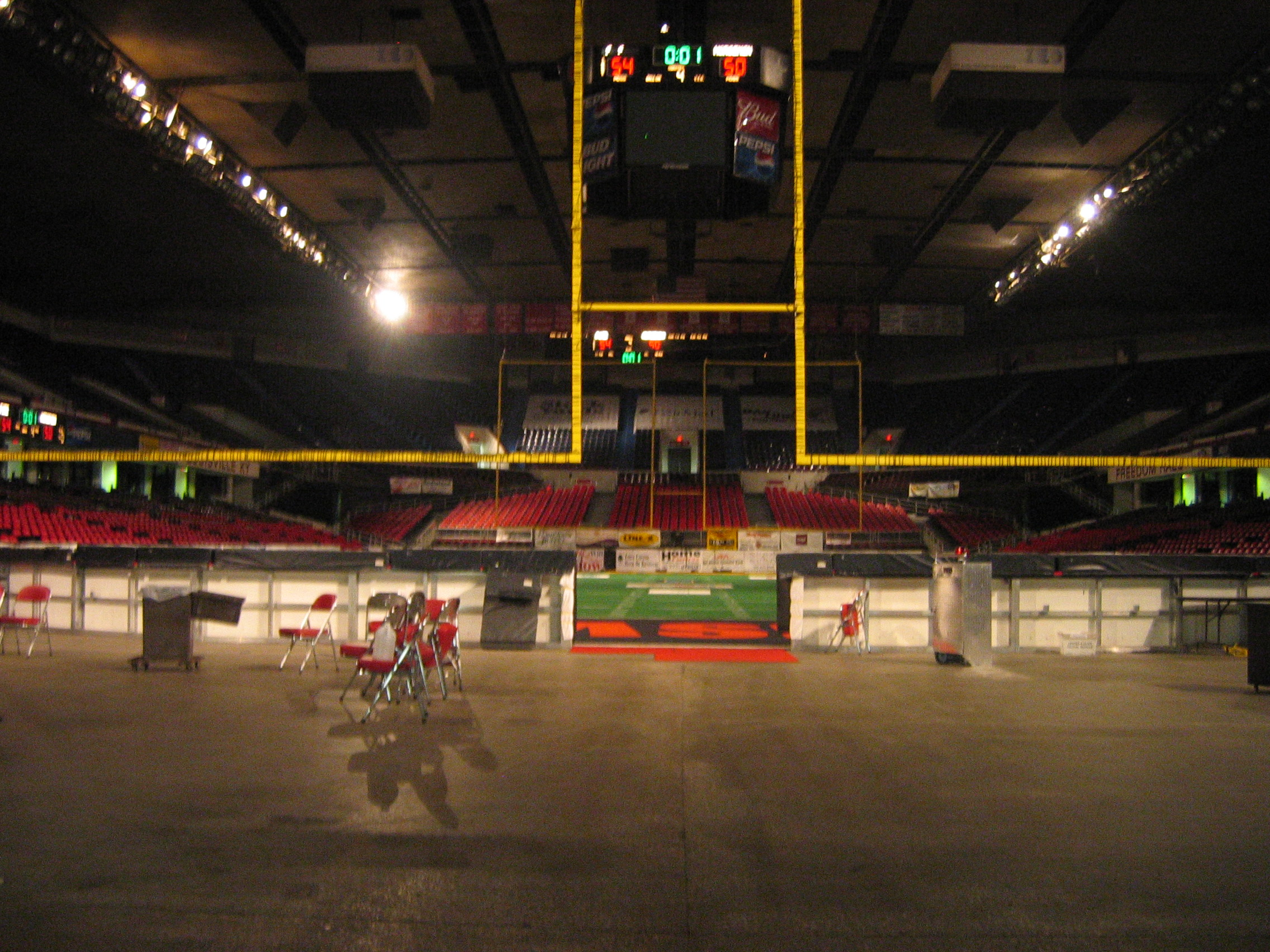
Interior en 2008